# Priest...Live!
Priest...Live! är ett livealbum utgivet av Judas Priest 1987. Inspelat 1986 under Fuel for Life tour.

## Låtförteckning
1. Out in the Cold
2. Heading Out to the Highway
3. Metal Gods
4. Breaking the Law
5. Love Bites
6. Some Heads are Gonna Roll
7. The Sentinel
8. Private Property
9. Rock You All Around the World
10. Electric Eye
11. Turbo Lover
12. Freewheel Burning
13. Parental Guidance
14. Living after Midnight
15. You've Got Another Thing Coming
16. Screaming for Vengeance
17. Rock Hard, Ride Free
18. Hell Bent for Leather